# Prestreljenik
Prestreljenik (wł. Monte Forato) – szczyt w Alpach Julijskich, w Alpach Wschodnich. Leży na granicy między Włochami, a Słowenią. Szczyt można zdobyć od strony słoweńskiej drogą ze schroniska Dom P. Skalarja, lub ze strony włoskiej drogą ze schroniska Rifugio C. Gillberti. Blisko na zachód leży Kanin.